# ハーマン・ゴールドスタイン

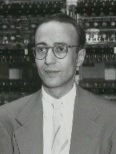
ハーマン・ゴールドスタイン（プリンストン高等研究所にて）

ハーマン・ハイネ・ゴールドスタイン（Herman Heine Goldstine、1913年9月13日 - 2004年6月16日）は、アメリカ合衆国の数学者・計算機科学者である。
プリンストン高等研究所でIASマシンのプロジェクトを指揮し、初の電子デジタルコンピュータであるENIACの開発を支援した。その後、IBMに転職し、IBMで最も権威のある技術職であるIBMフェローとして同社に長く勤めた。

## 生涯
ハーマン・ハイネ・ゴールドスタインは、1913年にシカゴでユダヤ人の両親の下に生まれた。シカゴ大学に入学し、1933年に数学の学位、1934年に修士号、1936年に博士号を取得した。その後3年間、ギルバート・エイムズ・ブリスの研究助手を務めた。ブリスは砲外弾道学の数学的理論に関する権威であった。1939年にミシガン大学で教職に就いたが、アメリカ合衆国が第二次世界大戦に参戦したため、アメリカ陸軍に入隊した。1941年に、ENIACのプログラマであり、ENIACの取扱説明書を書いたアデル・カッツと結婚した。アデルとの間に2人の子供を儲け、1964年にアデルは亡くなった。その2年後、エレン・ワトソンと結婚した。
退職後、ゴールドスタインは1985年から1997年までフィラデルフィアのアメリカ哲学協会の事務局長に就任した。
ゴールドスタインは、2004年6月16日にペンシルベニア州ブリンマーの自宅で、パーキンソン病による長い闘病生活の末に亡くなった。彼の死は、IBMのトーマス・J・ワトソン研究所によって発表され、博士研究員フェローシップ制度にゴールドスタインの名前がつけられた。

## 業績

### 弾道研究所とムーアスクール
アメリカ合衆国が第二次世界大戦に参戦したため、ゴールドスタインは1942年7月にミシガン大学を去り、陸軍に入隊した。彼は尉官に任命され、メリーランド州・アバディーン性能試験場の弾道研究所(BRL)で射表を計算する兵器数学者として勤務した。射表は、数マイルの射程を持つ大砲の適切な仰角と方位角を求めるために使用された。
射表の計算は、機械式卓上計算機を操作する約100人の女性計算手によって行われた。1つの砲弾の軌道を計算するには約750の計算が必要で、少なくとも7時間は計算手が作業を行う必要があった。作業の効率を上げるために、BRLはペンシルベニア大学電気工学部（ムーアスクール）の計算施設を兵籍に入れた。ゴールドスタインはBRLと大学の連絡窓口となった。

#### ENIAC
ムーアスクールの機械式微分解析機を調整しながら、技術者のジョセフ・チャプラインはゴールドスタインに、ジョン・モークリーの元を訪問することを提案した。モークリーはムーアスクールの物理学の教員で、真空管を使用した電子計算機により計算を何千倍も高速化できることを提案するメモを配布していた。モークリーは提案書を書き、1943年6月にモークリーとゴールドスタインはこのプロジェクトのために陸軍から資金を確保した。ENIACは30か月で200,000人時をかけて建設された。ENIACは巨大で、大きさが30×60フィートもあり、18,000本の真空管を使用し 30トンの重量があった。この装置は20個の数字しか保存できず、プログラムに数日かかった。ENIACは第二次世界大戦の終戦後の1945年後半に完成した。

#### EDVAC
ENIACが戦争の遂行に貢献しなかったことには失望したにもかかわらず、電子コンピュータの開発に対する陸軍の関心は依然として強かった。ENIACの完成前に、陸軍とムーアスクールはEDVACと呼ばれる後継機を建設する契約を行った。ゴールドスタイン、モークリー、プレスパー・エッカート、アーサー・バークスは、ENIACの欠陥を修正することを期待して、新しいマシンの開発を研究し始めた。

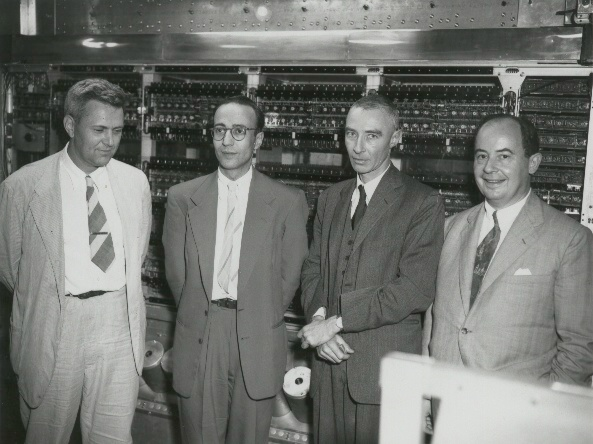
ハーマン・ゴールドスタイン、プリンストン高等研究所にて（左からジュリアン・ビゲロー、ハーマン・ゴールドスタイン、ロバート・オッペンハイマー、ジョン・フォン・ノイマン）

#### ジョン・フォン・ノイマンとの出会い
1944年の夏、ゴールドスタインは、メリーランド州アバディーンの鉄道駅のプラットホームで著名な数学者ジョン・フォン・ノイマンと出会い、ペンシルベニア大学での彼のプロジェクトについて説明した。ゴールドスタインは知らなかったが、ノイマンはそのころ、初の原子爆弾の製造を目指していたマンハッタン計画に取り組んでいた。このプロジェクトに必要な計算も困難なものだった。

#### 第一草稿
ゴールドスタインとの会話の結果、ノイマンは研究グループに加わり、「EDVACに関する報告書の第一草稿」というメモを書いた。ノイマンはこれは研究グループ内のメモのつもりだったが、メモを受け取ったゴールドスタインはこれをタイプして101ページの文書とし、著者としてノイマンの名前だけを書いた。1946年6月25日、ゴールドスタインはEDVACプロジェクトに密接に関係する人24人に文書の写しを送った。その後数週間で、報告書の謄写版コピーが大量に、米英の計算機科学者の間に広まった。不完全ではあるが、この報告書は非常に好評で、電子デジタルコンピューターを構築するための青写真となった。ノイマンがアメリカにおける主要な数学者として著名だったため、EDVACアーキテクチャは「ノイマン型アーキテクチャ」として知られるようになった。

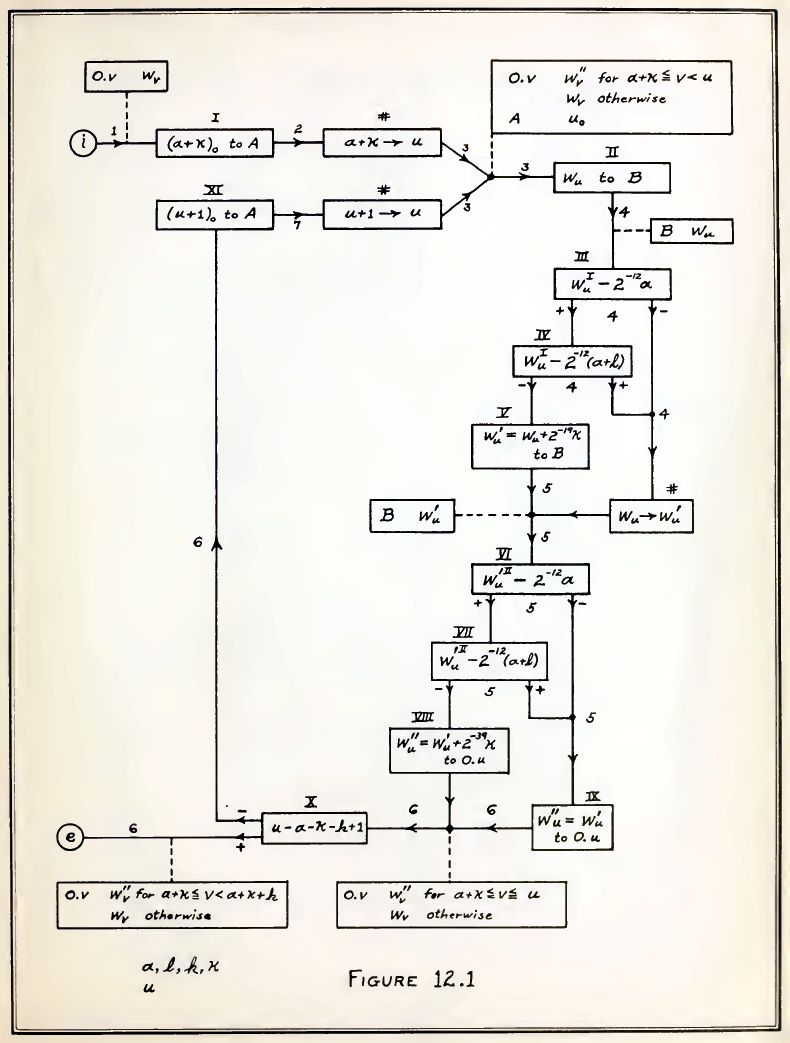
"Planning and coding of problems for an electronic computing instrument"（電子計算機の問題の計画とコーディング、1947年）のフローチャート

「第一草稿」の重要なアイデアの1つは、機械式スイッチとパッチケーブルの配線でプログラムするのではなく、コンピュータの電子メモリにプログラムを保存することだった。この報告書に記載されたアイデアは、ノイマンがグループに参加する以前にEDVAC研究グループで議論されていたものである。ENIACの実際の発明者・設計者であるエッカートとモークリーが共著者として挙げられなかったことは、終戦後の研究グループの解散につながった。
エッカートとモークリーはエッカート・モークリー・コンピュータを設立した。同社は現在ユニシスの一部として存続している。ノイマン、ゴールドスタイン、バークスはプリンストン高等研究所に入り研究生活を続けた。1946年の夏、彼ら全員が再会し、後に「ムーア・スクール・レクチャー」として知られるようになる世界初のコンピュータの集中講義を行った。メモなしで行われたゴールドスタインの講義は、デジタルコンピュータのプログラムに役立つ数値数学的な方法について深く厳密にカバーしていた。

### プリンストン高等研究所
第二次世界大戦後、ゴールドスタインはノイマン、バークスとともにプリンストン高等研究所に加わり、そこでIASマシンと呼ばれるコンピュータを構築した。 ゴールドスタインはプロジェクトのアシスタントディレクターに任命され、1954年以降はディレクターになった。
IASマシンは、IBMのコンサルタントだったノイマンを通じてIBMの初期のコンピュータの設計に影響を与えた。ノイマンが1957年に亡くなると、IASプロジェクトは終了した。ゴールドスタインは、ニューヨーク州ヨークタウンハイツにあるIBMのワトソン研究所数理科学部の設立ディレクターになった。

### IBM
IBMでのゴールドスタインの重要な役割の1つは、IBMの研究者と学界との関係を促進することだった。1969年、彼はIBMで最も名誉ある技術職であるIBMフェローとなり、研究部長のコンサルタントに任命された。ゴールドスタインはフェローとして、コンピューティングと数理科学の歴史に興味を持った。彼はこのトピックについて、The Computer from Pascal to von Neumann（パスカルからフォンノイマンまでのコンピュータ）、History of Numerical Analysis from the 16th Through the 19th Century（16世紀から19世紀までの数値解析の歴史）、History of the Calculus of Variations from the Seventeenth Through the Nineteenth Century（17世紀から19世紀までの変分法の歴史）の3冊の本を書いた。The Computer from Pascal to von Neumannというタイトルが示すように、ゴールドスタインはノイマンが現代のコンピューティング理論の発展に重要な役割を果たしたことにほとんど疑問を残していない。

## 賞と栄誉
- ハリー・H・グッド記念賞（英語版）（1979年）
- アメリカ国家科学賞（1985年）
- 陸軍武器科の殿堂（1997年）
- アメリカ哲学協会よりベンジャミン・フランクリン・メダル（1997年）[2]
- コンピュータ・パイオニア賞
- 米国科学アカデミー会員
- アメリカ芸術科学アカデミー会員
- アメリカ哲学協会会員

## 著書
- Arthur W. (Arthur Walter) Burks, John Von Neumann との共著; Preliminary Discussion of the Logical Design of an Electronic Computer Instrument; (Institute for Advanced Study, January 1, 1946) ASIN B0007HW8WE
- Goldstine, A. との共著 (1982) [1946]. “The Electronic Numerical Integrator and Computer (ENIAC)”. The Origins of Digital Computers: Selected Papers. New York: Springer-Verlag. pp. 359–373. ISBN 978-3-540-11319-5
- (1980-10-01). The Computer from Pascal to von Neumann[※ 1]. Princeton, NJ: Princeton University Press. ISBN 978-0-691-02367-0.
- (1973). New and Full Moons: 1001 B.C. to A.D. 1651. Philadelphia: American Philosophical Society. ISBN 978-0-87169-094-4
- (1977). History of Numerical Analysis from the 16th Through the 19th Century (Studies in the History of Mathematics and Physical Sciences, 2). New York: Springer-Verlag. ISBN 978-0-387-90277-7
- (October 1980). History of the Calculus of Variations from the Seventeenth Through the Nineteenth Century (Studies in the History of Mathematics and the Physical Sciences). New York: Springer-Verlag. ISBN 978-0-387-90521-1
- Bernoulli, Jakob; Bernoulli, Jean; Radelet-de Grave, P. との共著 (September 1991). Die Streitschritfen Von Jacob Und Johann Bernoulli: Variationsrechnung. Basel; Boston: Birkhäuser. ISBN 978-3-7643-2348-6